# 楊傑 (崇禎進士)
楊傑（？—？），號约菴，福建泉州府晋江县籍，福州府闽县人。明朝政治人物。

## 生平
福州府学生，天啓元年（1621年）辛酉科福建乡试举人，崇祯十三年（1640年）庚辰科進士，都察院观政，官四川大足县知县。